# Olbrachcice Wielkie
Olbrachcice Wielkie est une localité polonaise de la gmina et du powiat de Ząbkowice Śląskie en voïvodie de Basse-Silésie.